# Nonggangi bozóttimália
A nonggangi bozóttimália (Stachyris nonggangensis) a madarak osztályának verébalakúak (Passeriformes) rendjébe és a timáliafélék (Timaliidae) családjába tartozó faj.

## Rendszerezése
A fajt Zhou Fang és Jiang Aiwu írták le 2008-ban.

## Előfordulása
Délkelet-Ázsiában, Kína területén honos. Ismert elterjedése jelenleg a Nonggang Természetvédelmi Területre korlátozódik. Vietnámi jelenléte még megerősítésre vár. Természetes élőhelyei a szubtrópusi vagy trópusi síkvidéki esőerdők, sziklás környezetben. Állandó, nem vonuló faj.

## Megjelenése
Testhossza 16 centiméter.

## Életmódja
Lehullott levelekkel táplálkozik, valószínűleg rovarokat és más ízeltlábúakat is fogyaszt.

## Szaporodása
Fészkét gyökerekből, levelekből, ágakból és lágy füvekből, a sziklák közé, vagy üregekbe készíti.

## Természetvédelmi helyzete
Az elterjedési területe kicsi, egyedszáma 2500-9999 példány közötti és csökken. A Természetvédelmi Világszövetség Vörös listáján sebezhető fajként szerepel.